# Kurz ibn Jabir al-Fihri
Kurz ibn Jabir al-Fihri (arabe : كرز بن جابر الفهري) est un ennemi de l'islam devenu compagnon de Mahomet. Pendant l'invasion de Safwan, il vole du bétail appartenant à la communauté musulmane. Mahomet envoie soixante-dix musulmans contre lui, qui le chassent à Safwan (en), près de Badr (en). Mais Kurz ibn Jabir al-Fihri parvient à s'échapper,,.
Plus tard, il se convertit à l'islam et se bat du côté des troupes musulmanes. Mahomet le fait commandant de l'expédition de Kurz bin Jabir Al-Fihri, qui a lieu au dixième mois de l'an 6 de l'hégire (février 628 après J.-C.),. Cette attaque est dirigée contre huit voleurs qui ont tué un musulman. D'après des sources islamiques, les musulmans capturent les voleurs et les crucifient,. Le verset coranique à propos de « ceux […] qui s'efforcent d'étendre la corruption sur la terre » (Le Coran, « La Table », V, 33, (ar) المائدة) est révélé lors de cet événement,.